# Джон Пульскамп
Джон Пульскамп (англ. John Pulskamp, нар. 19 квітня 2001, Бейкерсфілд) — американський футболіст, воротар клубу «Спортінг» (Канзас-Сіті). Виступав за молодіжну та олімпійську збірні США.

## Клубна кар'єра
Джон Пульскамп народився 2001 року в місті Бейкерсфілд. Розпочав займатися футболом у юнацькій команді клубу «Сентрал Каліфорнія Ацтекс», пізніше продовжив заняття в школах клубів «Реал Со Кол» та «Лос-Анджелес Гелаксі». У дорослому футболі дебютував 2021 року виступами за команду «Спортінг» (Канзас-Сіті), станом на серпень 2024 року зіграв у її складі 25 матчів чемпіонату.

## Виступи за збірні
2020 року Джон Пульскамп залучався до складу молодіжної збірної США. На молодіжному рівні зіграв в одному офіційному матчі.
З 2023 року Пульскамп грав у складі олімпійської збірної США. У складі олімпійської збірної США Пульскамп брав участь у літніх Олімпійських іграх 2024 року, на яких американська олімпійська збірна вийшла до чвертьфіналу, де поступилася збірній Марокко з рахунком 0-4.